# Frédéric Rihouet
Pour les articles homonymes, voir Rihouet.
Frédéric Rihouet est un homme politique français né le 26 février 1795 à Périers (Manche) et décédé le 22 janvier 1882 à Saint-Germain-en-Laye (Yvelines).
Entré à la Cour des Comptes en 1827, il est député de la Manche de 1831 à 1834 et de 1839 à 1848, soutenant le régime de la Monarchie de Juillet. Il quitte la vie politique en 1848 et continue ses fonctions à la Cour des Comptes pendant le Second Empire, prenant sa retraite en 1870 comme président de Chambre. Il est également président du conseil général de la Manche sous la Monarchie de Juillet.

## Sources
- « Frédéric Rihouet », dans Adolphe Robert et Gaston Cougny, Dictionnaire des parlementaires français, Edgar Bourloton, 1889-1891 [détail de l’édition]